# Schietsport op de Olympische Zomerspelen 1964
De schietsport is een van de sporten die beoefend werden tijdens de Olympische Zomerspelen 1964 in Tokio.

## Heren

### vrij geweer 300 m drie houdingen
| rang   | sporter               | land | score |
| ------ | --------------------- | ---- | ----- |
| Goud   | Gary Anderson         | USA  | 1153  |
| Zilver | Sjota Kveliasjvili    | URS  | 1144  |
| Brons  | Martin Gunnarsson     | USA  | 1136  |
| 4      | Aleksandr Gerasimenok | URS  | 1135  |
| 5      | August Hollenstein    | SUI  | 1135  |
| 6      | Esa Kervinen          | FIN  | 1133  |
| 7      | Kurt Müller           | SUI  | 1121  |
| 8      | Harry Köcher          | EUA  | 1130  |

### kleinkalibergeweer 50 m drie houdingen
| rang   | sporter              | land | score |
| ------ | -------------------- | ---- | ----- |
| Goud   | Lones Wigger         | USA  | 1164  |
| Zilver | Velitsjko Velitsjkov | BUL  | 1152  |
| Brons  | László Hammerl       | HUN  | 1151  |
| 4      | Harry Köcher         | EUA  | 1148  |
| 5      | Jerzy Nowicki        | POL  | 1147  |
| 6      | Tommy Pool           | USA  | 1147  |
| 7      | Ion Olărescu         | ROU  | 1144  |
| 8      | Kurt Müller          | SUI  | 1143  |

### kleinkalibergeweer 50 m liggend
| rang   | sporter         | land | score |
| ------ | --------------- | ---- | ----- |
| Goud   | László Hammerl  | HUN  | 597   |
| Zilver | Lones Wigger    | USA  | 597   |
| Brons  | Tommy Pool      | USA  | 596   |
| 4      | Gilmour Boa     | CAN  | 595   |
| 5      | Nicolae Rotaru  | ROU  | 595   |
| 6      | Akihiro Rinzaki | JPN  | 594   |
| 7      | Karl Wenk       | EUA  | 594   |
| 8      | Traian Cogut    | ROU  | 593   |

### vrij pistool 50 m
| rang   | sporter             | land | score |
| ------ | ------------------- | ---- | ----- |
| Goud   | Väinö Markkanen     | FIN  | 560   |
| Zilver | Franklin Green      | USA  | 557   |
| Brons  | Yoshihisa Yoshikawa | JPN  | 554   |
| 4      | Johann Garreis      | EUA  | 554   |
| 5      | Anthony Chivers     | GBR  | 552   |
| 6      | Antonio Vita Segura | PER  | 550   |
| 7      | Leif Larsson        | SWE  | 549   |
| 8      | Thomas Smith        | USA  | 548   |

### snelvuurpistool 25 m
| rang   | sporter          | land | score |
| ------ | ---------------- | ---- | ----- |
| Goud   | Pentti Linnosvuo | FIN  | 592   |
| Zilver | Ion Tripşa       | ROU  | 591   |
| Brons  | Lubomír Nácovský | TCH  | 590   |
| 4      | Hans Albrecht    | SUI  | 590   |
| 5      | Szilárd Kun      | HUN  | 589   |
| 6      | Marcel Roşca     | ROU  | 588   |
| 7      | Igor Bakalov     | URS  | 588   |
| 8      | Kanji Kubo       | JPN  | 587   |

### trap
| rang   | sporter             | land | score |
| ------ | ------------------- | ---- | ----- |
| Goud   | Ennio Mattarelli    | ITA  | 198   |
| Zilver | Pavel Senitsjev     | URS  | 194   |
| Brons  | William Morris      | USA  | 194   |
| 4      | Galliano Rossini    | ITA  | 194   |
| 5      | Ion Dumitrescu      | ROU  | 193   |
| 6      | Mario Lira          | CHI  | 193   |
| 7      | John Braithwaite    | GBR  | 192   |
| 8      | Joachim Marscheider | EUA  | 191   |

## Medaillespiegel
| rang   | land              | goud | zilver | brons | totaal |
| ------ | ----------------- | ---- | ------ | ----- | ------ |
| 1      | Verenigde Staten  | 2    | 2      | 3     | 7      |
| 2      | Finland           | 2    | 0      | 0     | 2      |
| 3      | Hongarije         | 1    | 0      | 1     | 2      |
| 4      | Italië            | 1    | 0      | 0     | 1      |
| 5      | Sovjet-Unie       | 0    | 2      | 0     | 2      |
| 6      | Bulgarije         | 0    | 1      | 0     | 1      |
| 6      | Roemenië          | 0    | 1      | 0     | 1      |
| 8      | Japan             | 0    | 0      | 1     | 1      |
| 8      | Tsjecho-Slowakije | 0    | 0      | 1     | 1      |
| totaal | totaal            | 6    | 6      | 6     | 18     |